# Villa del Bosco
Villa del Bosco es una localidad y comune italiana de la provincia de Biella, región de Piamonte, con 370 habitantes.

## Evolución demográfica
| Gráfica de evolución demográfica de Villa del Bosco entre 1861 y 2001 |
|                                                                       |
| Fuente ISTAT - elaboración gráfica de Wikipedia                       |